# Nápoly–Foggia-vasútvonal
A Nápoly–Foggia-vasútvonal egy normál nyomtávolságú, 163 km hosszúságú, kétvágányú, 3 kV egyenárammal villamosított olasz vasútvonal, amely a campaniai Nápolyt köti össze az apuliai Foggiával az Ariano nyeregnél átkelve az Appennineken egy alagútsorozaton keresztül.
A vasúti infrastruktúrát a Rete Ferroviaria Italiana kezeli, amely az elsődleges vonalai közé sorolja, és a VIII. páneurópai folyosó nyugati meghosszabbításának része.
Nagysebességű vasútvonalként fejlesztik tovább az egyvágányú szakaszok kétvágányúvá történő átépítésével és a vonali sebesség 180 km/h és 200 km/h közötti sebességre emelésével. A fejlesztések célja, hogy 2026-ban lehetővé tegyék hogy Nápoly és Bari közötti két óra alatti, illetve a Róma és Bari között három óra alatti összeköttetést.

## Egyvágányú szakaszok
A vasútvonal az alábbi szakaszokon egyvágányú: Nápoly–Caserta, Vitulano–Benevento–Apice és Bovino–Foggia között.